# Lijst van personen overleden in januari 2020
Dit is een lijst van bekende personen die zijn overleden in januari 2020.

John Baldessari
2 januari

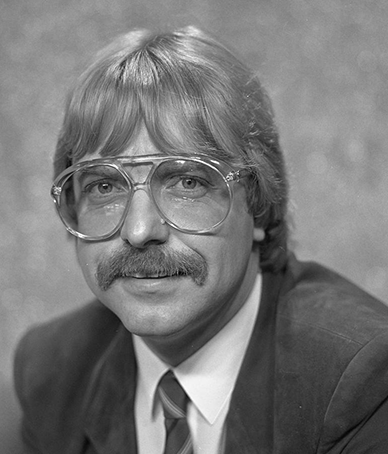
Tom Mulder
2 januari

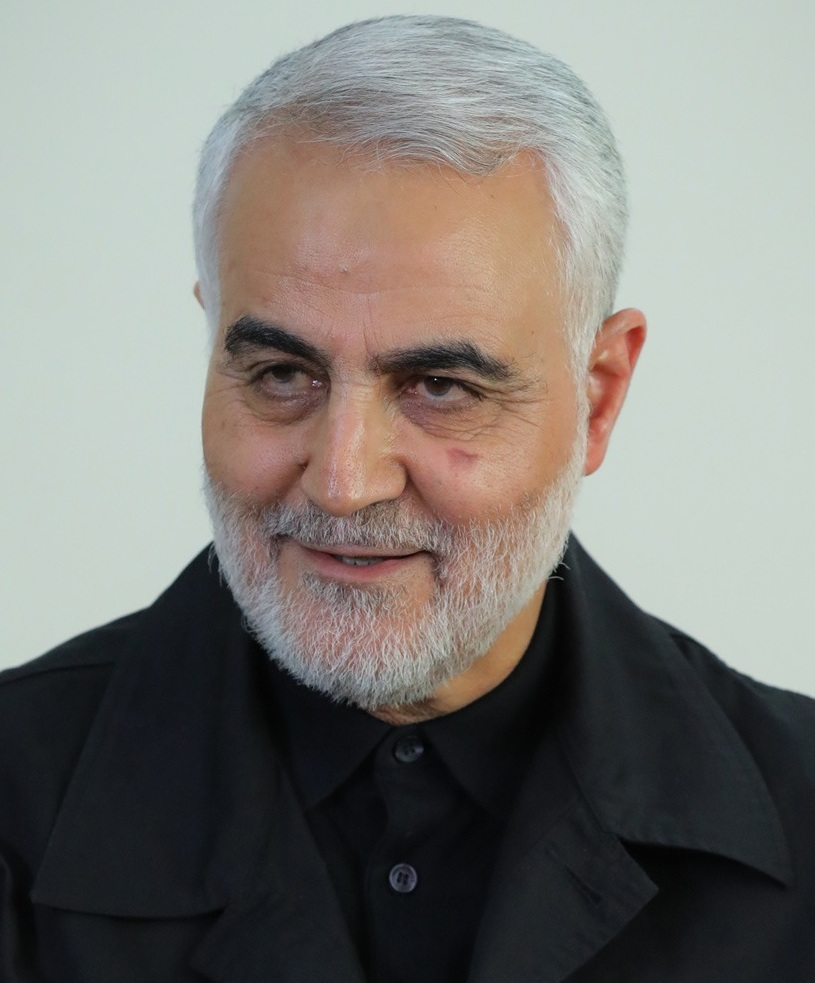
Qassem Soleimani
3 januari

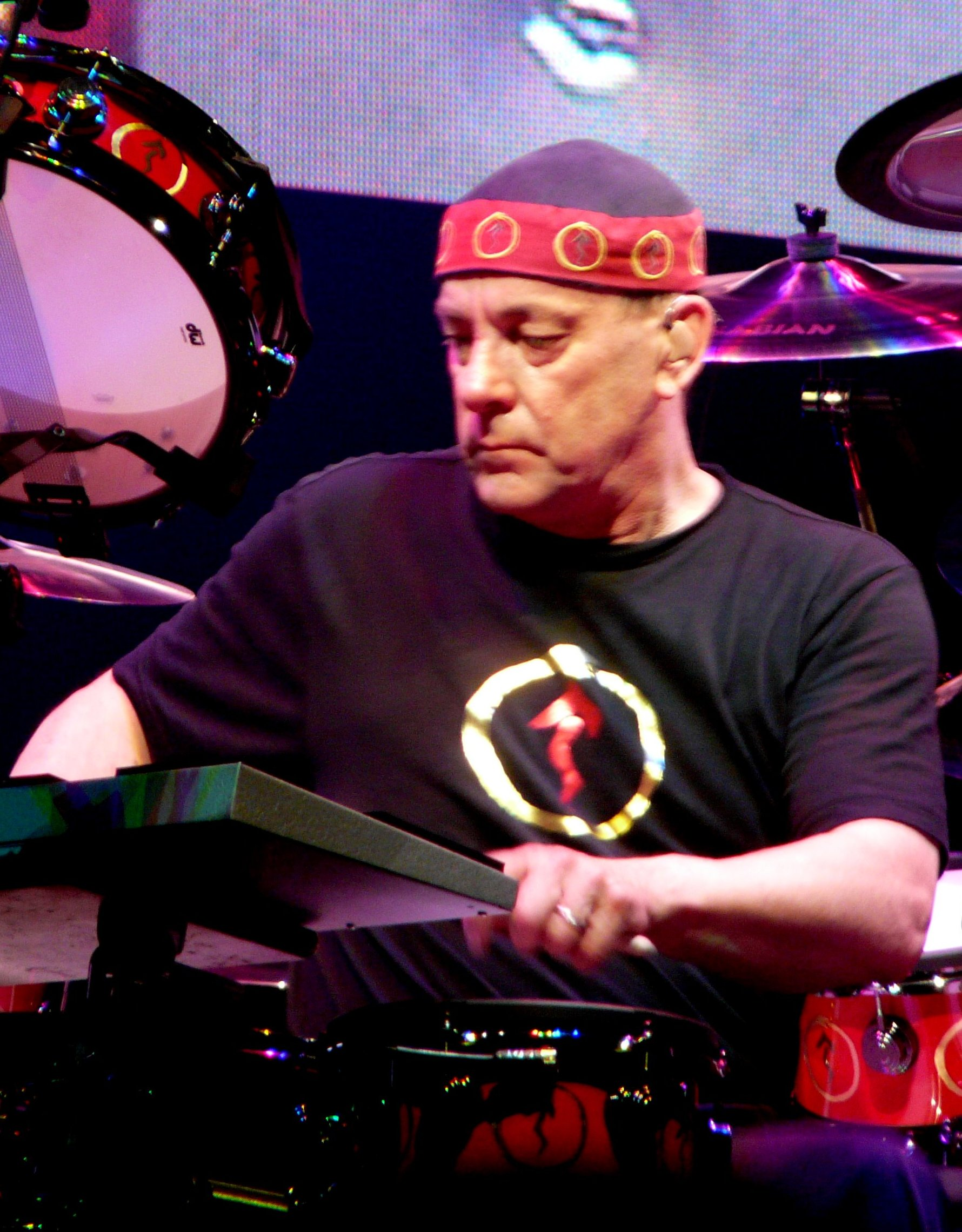
Neil Peart
7 januari

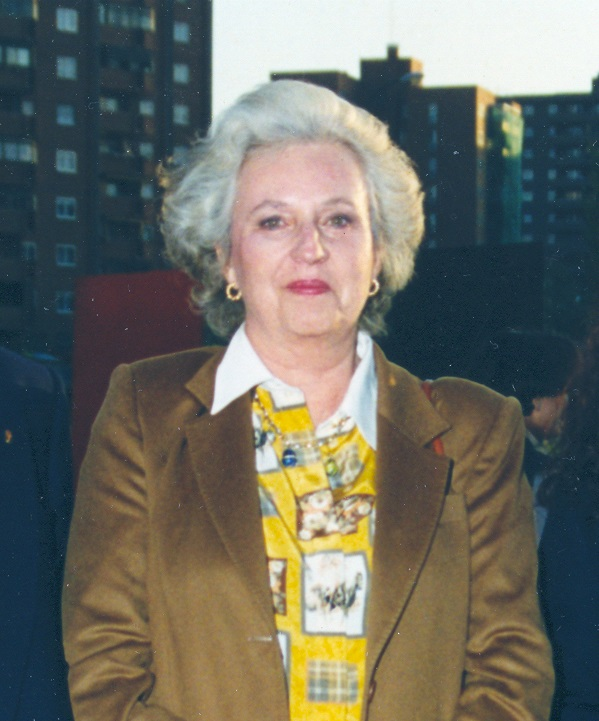
Pilar van Bourbon
8 januari

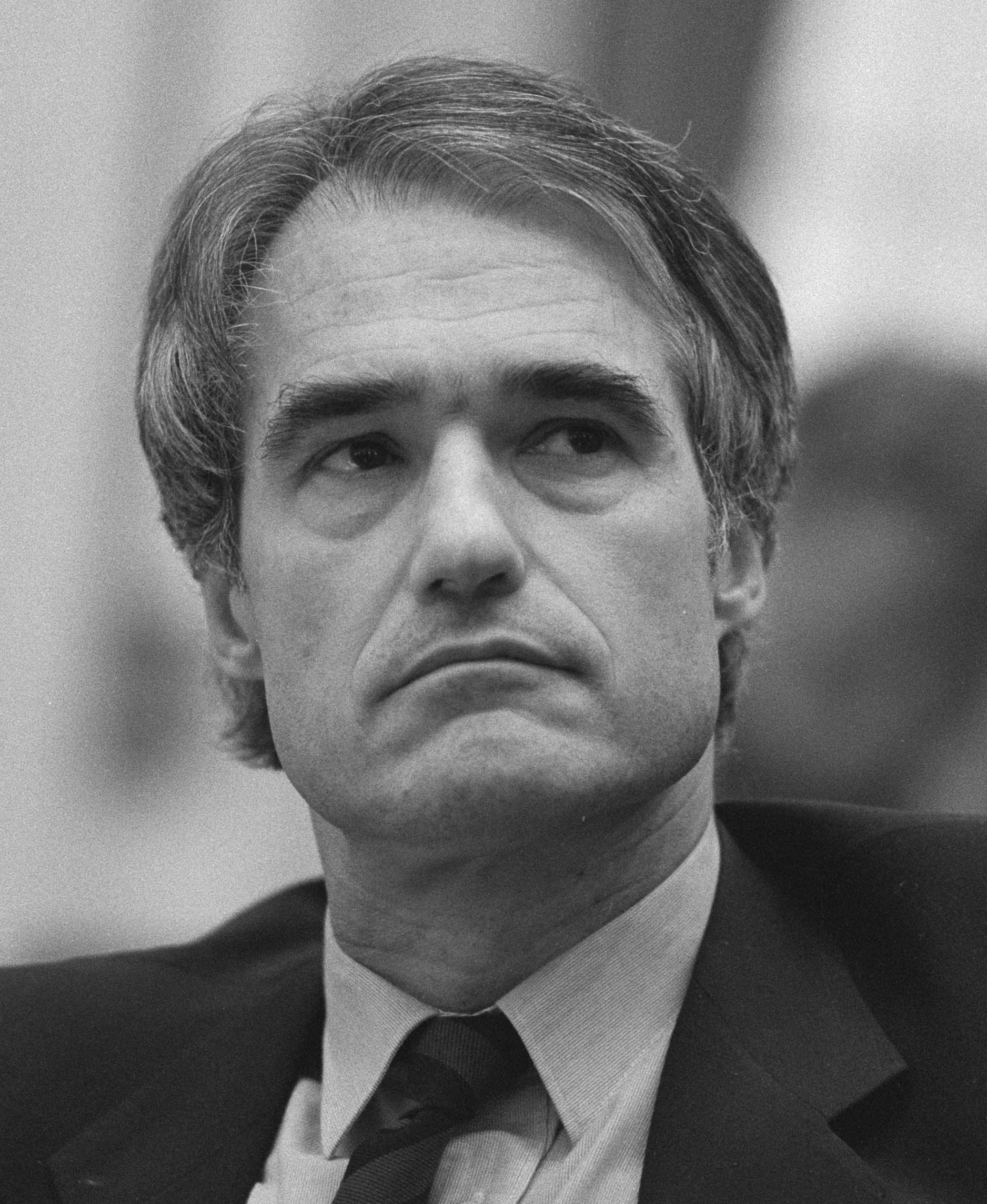
Rudolf de Korte
9 januari

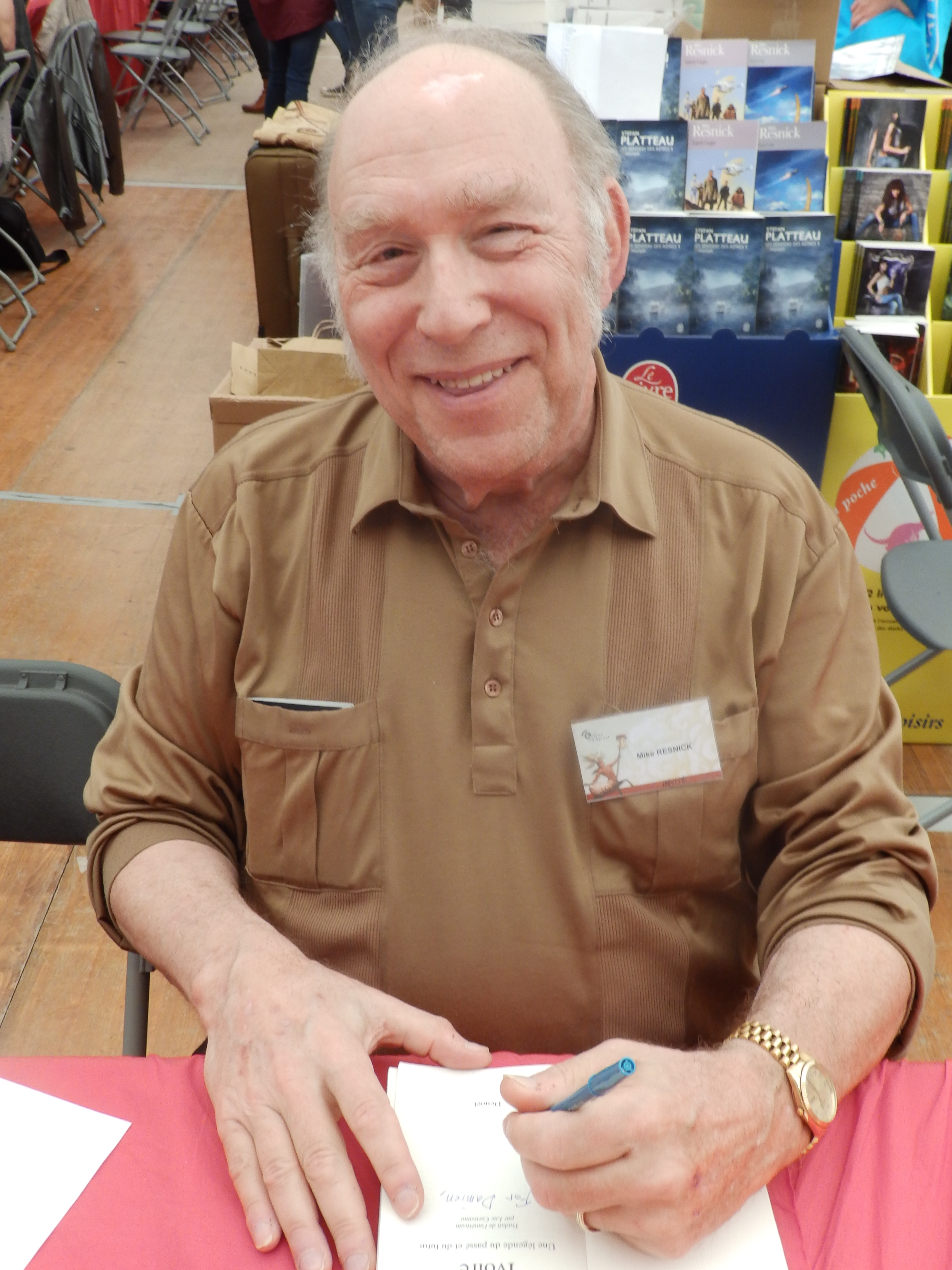
Mike Resnick
9 januari

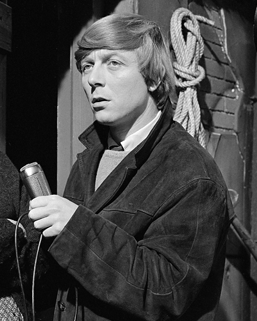
Aart Staartjes
12 januari

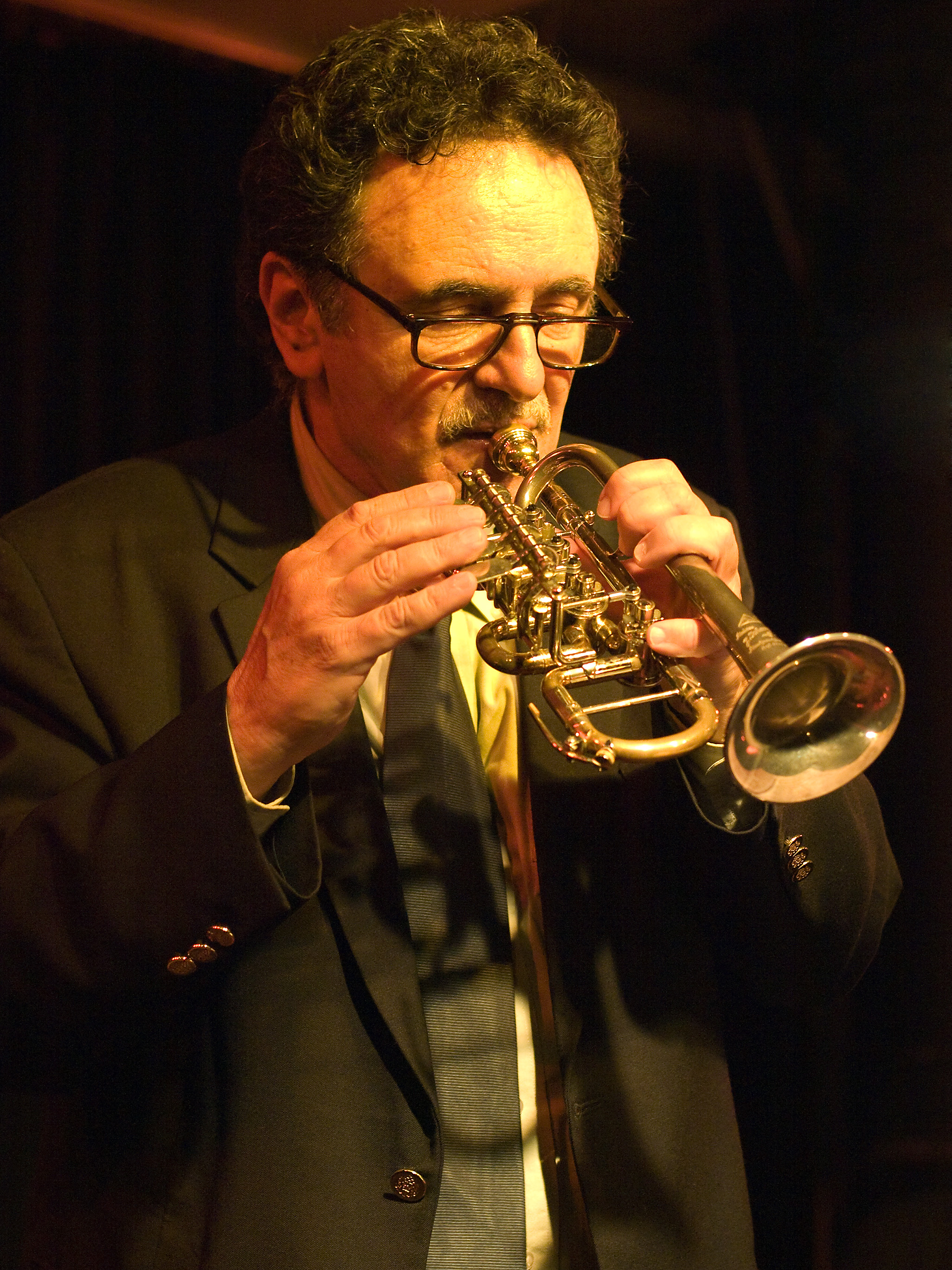
Claudio Roditi
17 januari

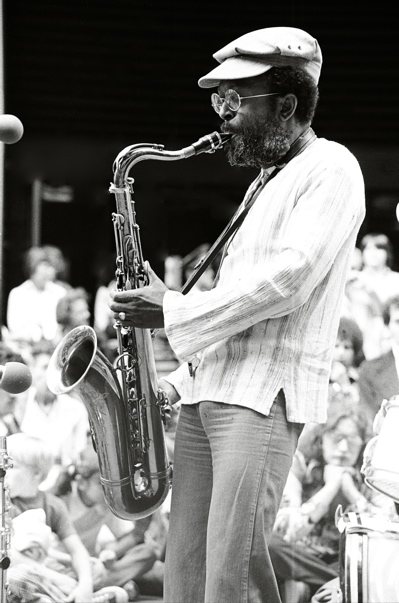
Jimmy Heath
19 januari

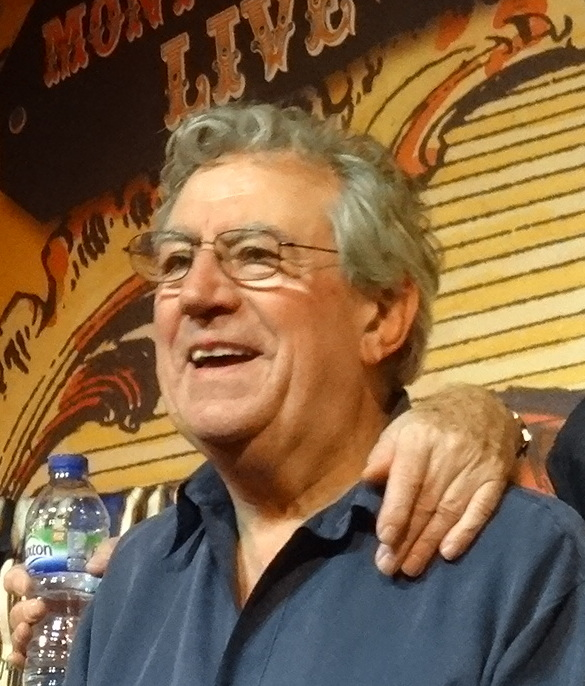
Terry Jones
21 januari

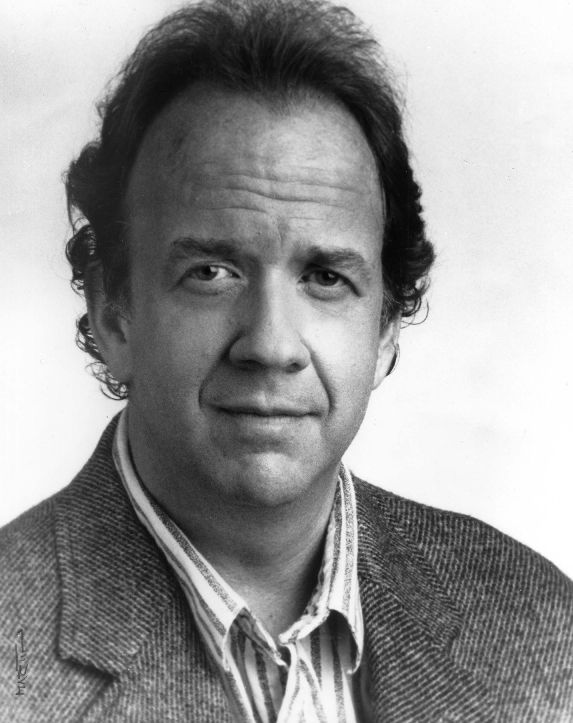
Robert Harper
23 januari

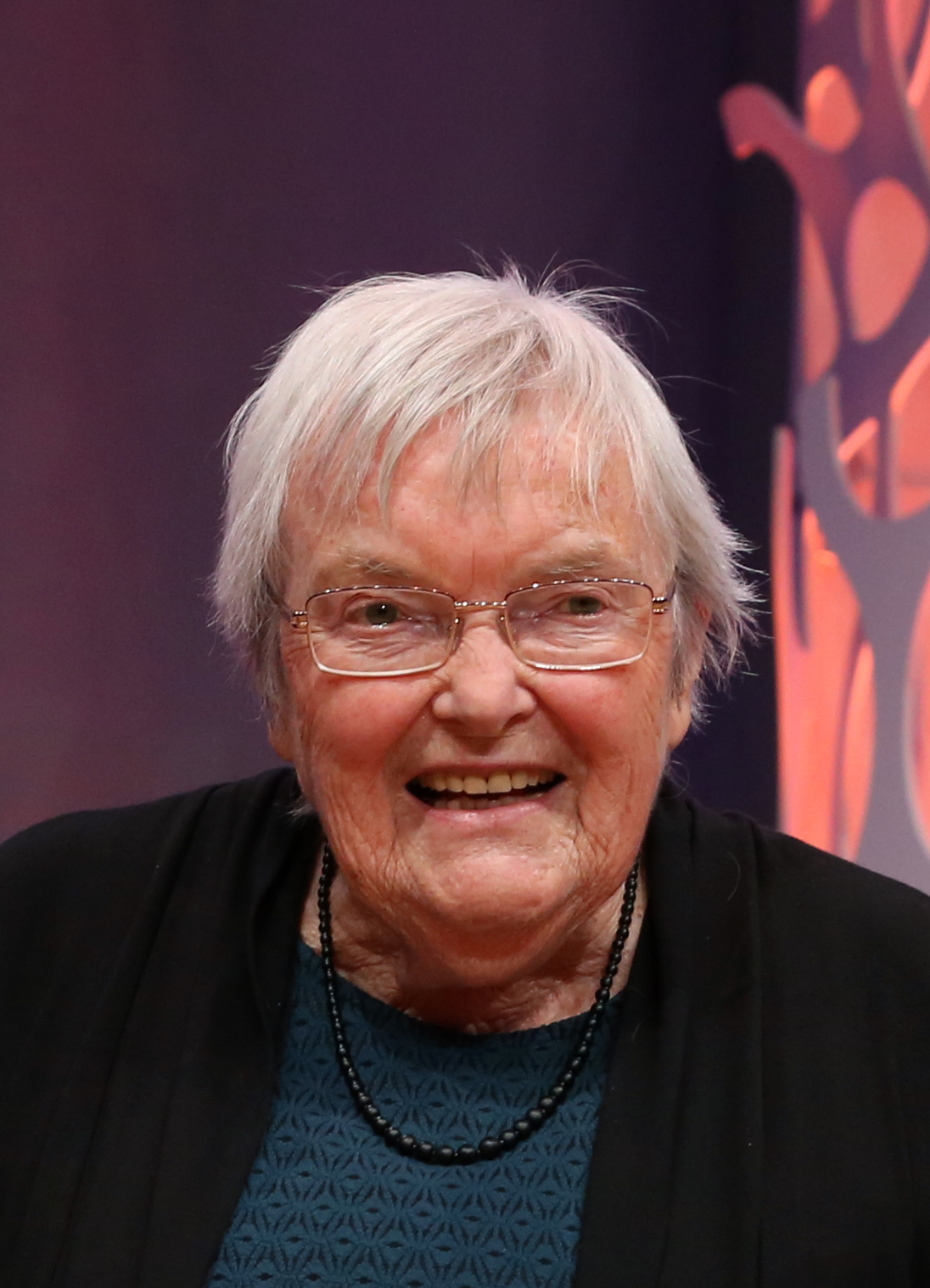
Gudrun Pausewang
23 januari

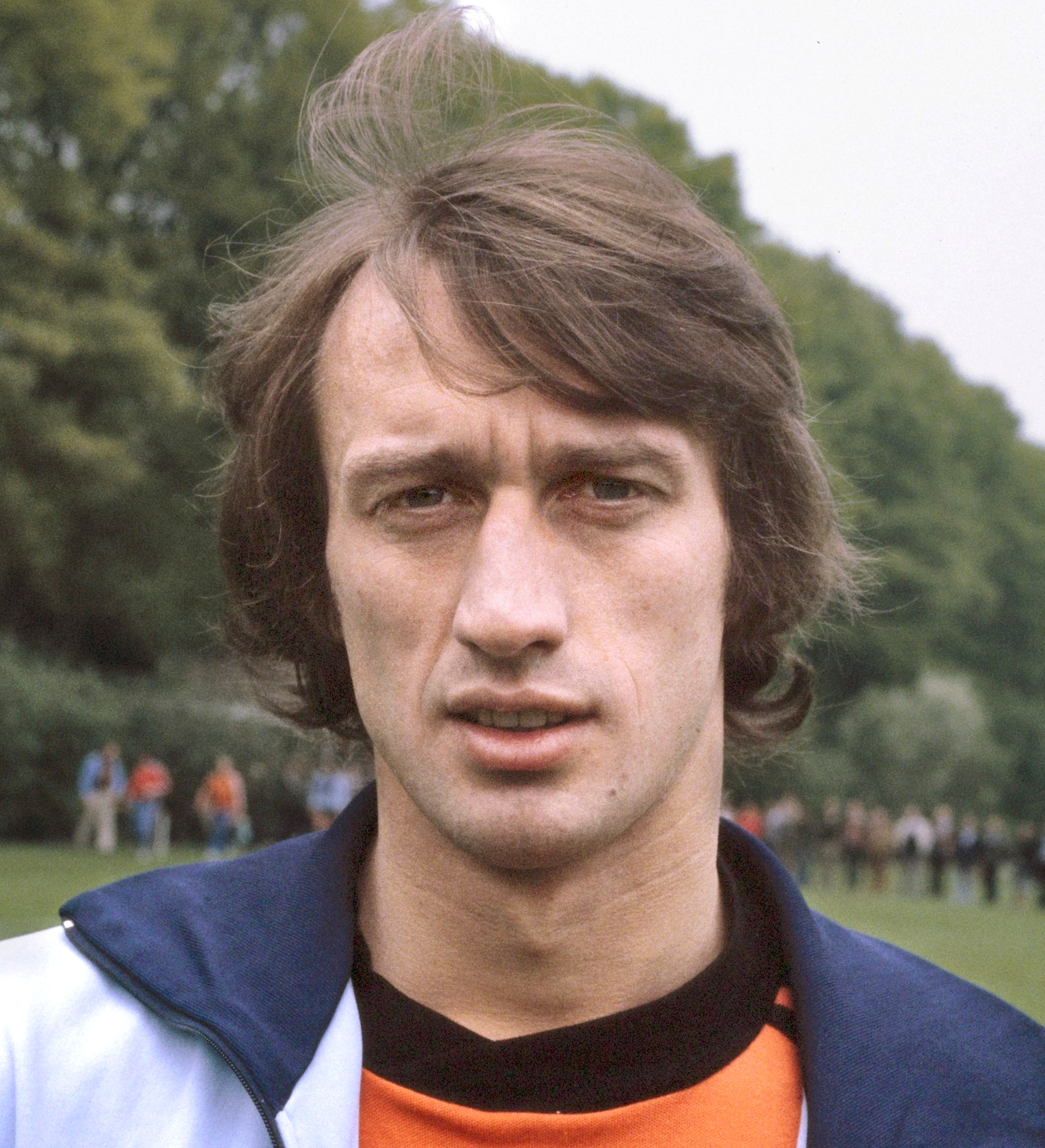
Rob Rensenbrink
24 januari

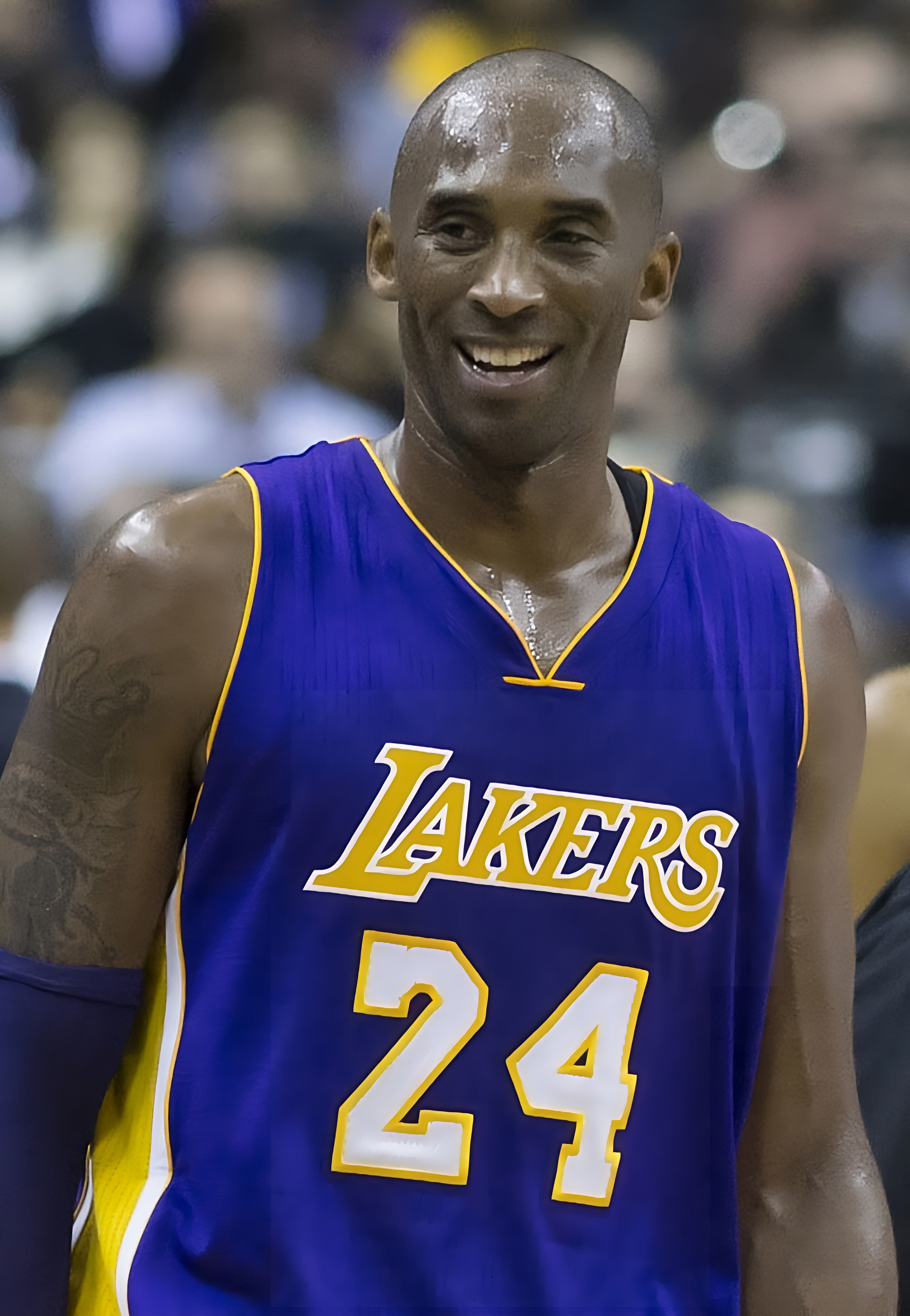
Kobe Bryant
26 januari

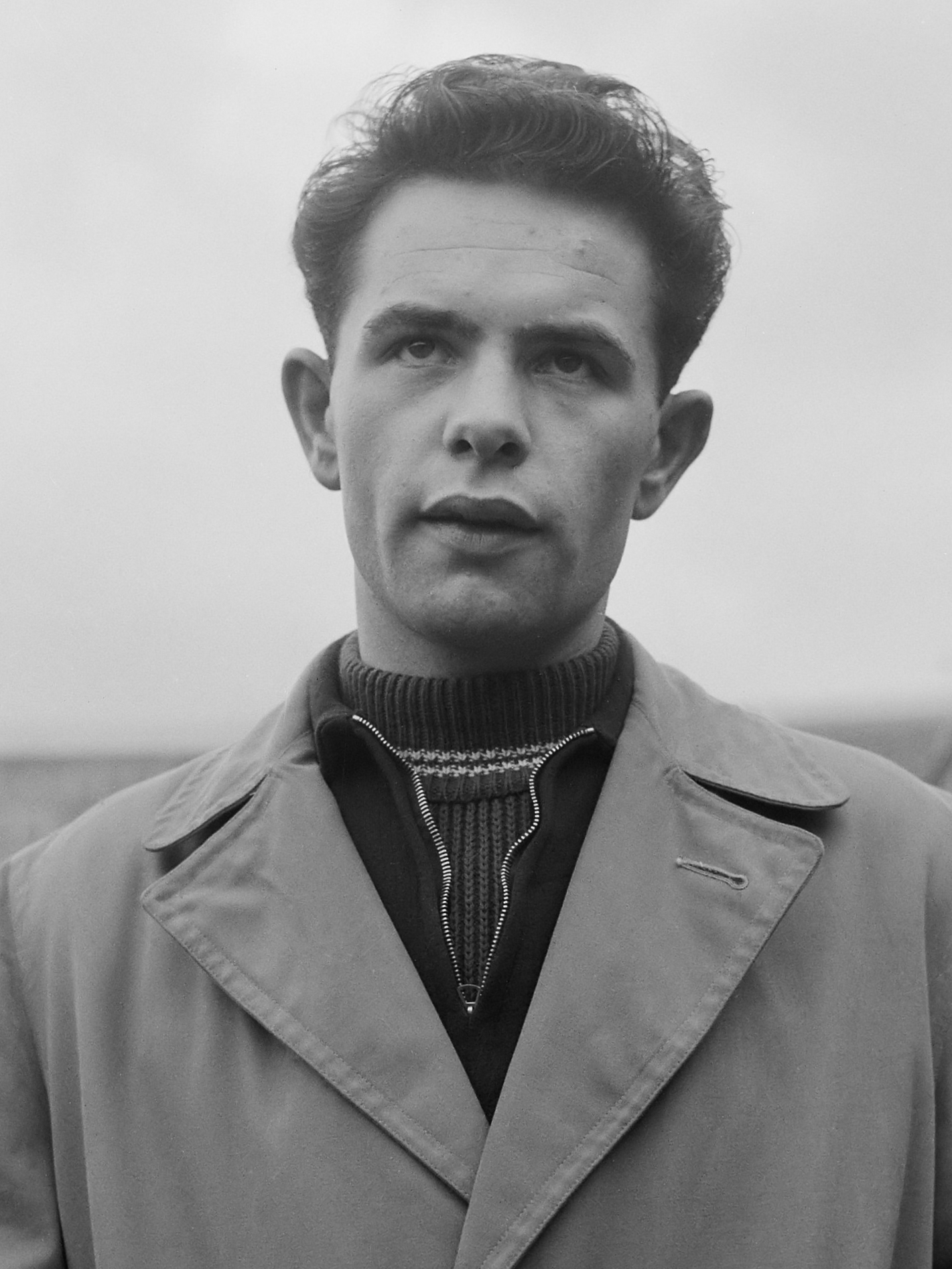
Chris Feijt
29 januari

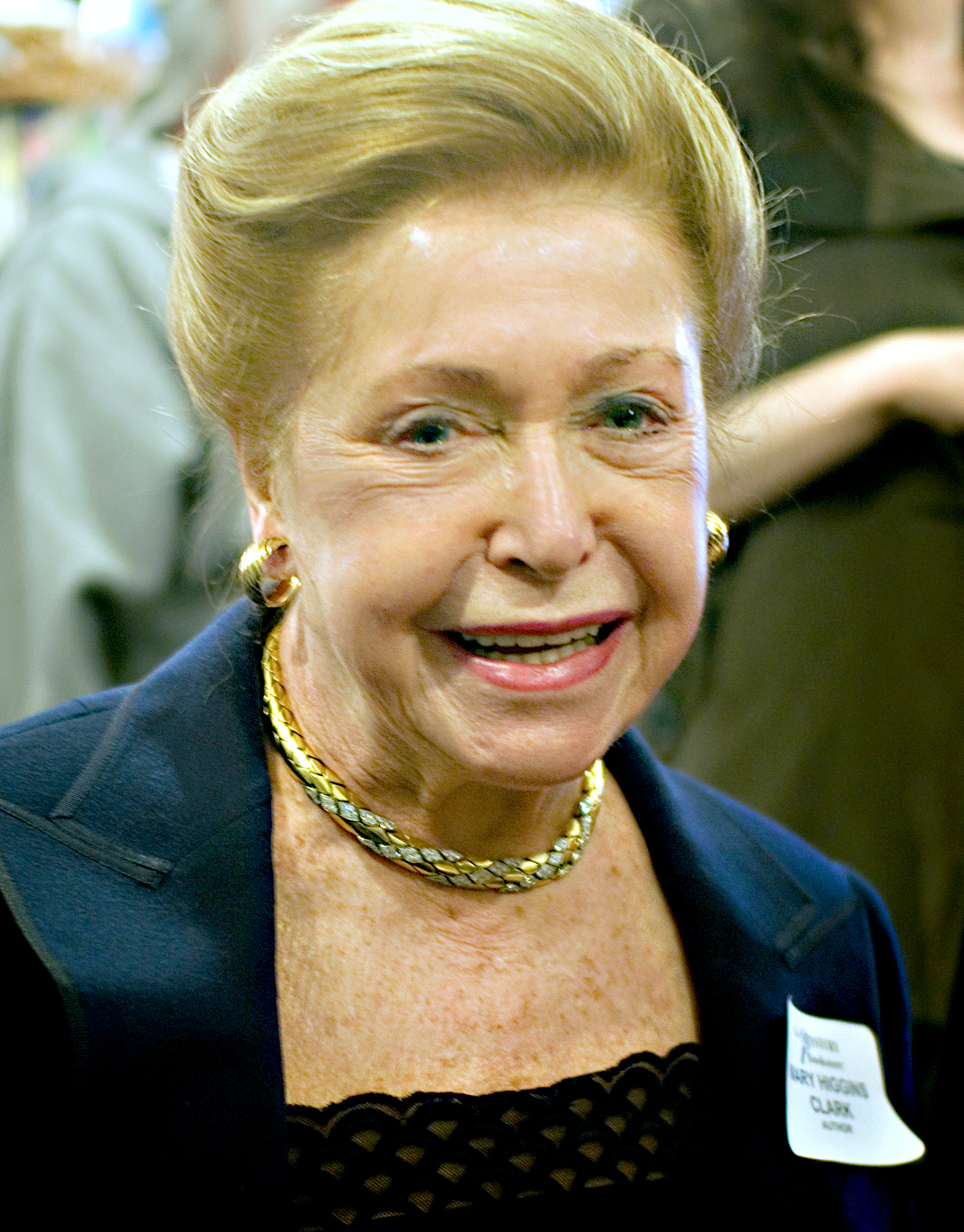
Mary Higgins Clark
31 januari

| 1 | 2 | 3 | 4 | 5 | 6 | 7 | 8 | 9 | 10 | 11 | 12 | 13 | 14 | 15 | 16 | 17 | 18 | 19 | 20 | 21 | 22 | 23 | 24 | 25 | 26 | 27 | 28 | 29 | 30 | 31 |
| - | - | - | - | - | - | - | - | - | -- | -- | -- | -- | -- | -- | -- | -- | -- | -- | -- | -- | -- | -- | -- | -- | -- | -- | -- | -- | -- | -- |

### 1 januari
- Lexii Alijai (21), Amerikaans rapper[1]
- Chris Barker (39), Engels voetballer[2]
- Don Larsen (90), Amerikaans honkballer[3]
- Jaap Schröder (94), Nederlands violist, dirigent en muziekpedagoog[4]
- David Stern (77), Amerikaans sportbestuurder[5]

### 2 januari
- John Baldessari (88), Amerikaans kunstenaar[6]
- Michel Celaya (89), Frans rugbyspeler[7]
- Juliano Cezar (58), Braziliaans zanger en componist[8]
- Tom Mulder (72), Nederlands radiopresentator[9]
- Shen Yi-ming (62), Taiwanees generaal[10]

### 3 januari
- Derek Acorah (69), Brits spiritueel medium[11]
- Christopher Beeny (78), Brits acteur[12]
- Nathaël Julan (27), Frans voetballer[13]
- Bert Mulder (67), Nederlands lector[14]
- Gérard de Selys (75), Belgisch journalist[15]
- Qassem Soleimani (62), Iraans generaal[16]
- Bo Winberg (80), Zweeds gitarist[17]

### 4 januari
- Georges Duboeuf (86), Frans wijnproducent[18]
- Jacob Kanbier (70), Nederlands kunstschilder[19]
- Jan Tindemans (69), Nederlands politicus en bestuurder[20]

### 5 januari
- Blas Emilio Atehortúa (76), Colombiaans componist en dirigent[21]
- Little Jimmy (75), Belgisch bluesmuzikant[22]
- Robert Plomb (99), Belgisch judoka[23]
- Hans Tilkowski (84), Duits voetballer[24]

### 6 januari
- Philip Cracco (57), Belgisch zakenman[25]
- Michel Didisheim (89), Belgisch kabinetschef[26]
- Wiel Frijns (55), Nederlands gewichtheffer[27]
- Luís Morais (89), Braziliaans voetballer[28]

### 7 januari
- Jan Breman (93), Nederlands vliegenier, schrijver en diplomaat[29]
- Silvio Horta (45), Amerikaans televisiemaker[30]
- Neil Peart (67), Canadees drummer en schrijver[31]
- Colin Seeley (84), Brits motorcoureur en motorontwerper[32]
- Sjoerd de Vries (78), Nederlands kunstschilder[33]
- Elizabeth Wurtzel (52), Amerikaans schrijfster[34]

### 8 januari
- Pilar van Bourbon (83), lid van de Spaanse koninklijke familie[35]
- Edd Byrnes (87), Amerikaans acteur[36]
- Buck Henry (89), Amerikaans acteur, scenarioschrijver en televisieproducent[37]
- Rob Vente (80), Nederlands sportjournalist en misdaadschrijver[38]

### 9 januari
- Pete Dye (94), Amerikaans golfbaanarchitect[39]
- Rudolf de Korte (83), Nederlands politicus en bestuurder[40]
- Mike Resnick (77), Amerikaans sciencefictionschrijver[41]
- Heinrich Weiss (99), Zwitsers uitvinder en verzamelaar[42]

### 10 januari
- Neda Arneric (66), Servisch actrice[43]
- Christine Kraft (70), Nederlands schrijfster en actrice[44]
- Guido Messina (89), Italiaans wielrenner[45]
- Marc Morgan (57), Belgisch singer-songwriter[46]
- Petko Petkov (73), Bulgaars voetballer[47]
- Qaboes bin Said Al Said (79), Omaans sultan[48]
- Werther Vander Sarren (78), Belgisch acteur[49]

### 11 januari
- Tom Belsø (77), Deens autocoureur[50]
- Valdir Joaquim de Moraes (88), Braziliaans voetballer[51]
- Ben Muthofer (82), Duits beeldhouwer en graficus[52]
- Adam Szirmai (73), Nederlands-Hongaars econoom[53]
- Gerard Wijnen (89), Nederlands architect[54]

### 12 januari
- Tony Garnett (83), Brits film- en televisieproducent en acteur[55]
- Paulo Gonçalves (40), Portugees motorcoureur[56]
- Giorgio Merighi (80), Italiaans tenor[57]
- Roger Scruton (75), Brits filosoof en schrijver[58]
- Aart Staartjes (81), Nederlands acteur, regisseur, presentator, documentairemaker en schrijver[59]
- Steve Stiles (76), Amerikaans cartoonist en schrijver[60]

### 13 januari
- Carlos Girón (65), Mexicaans schoonspringer[61]
- Richard Schulte Staade (87), Duits theoloog en priester[62]
- Isabel-Clara Simó i Monllor (76), Spaans schrijfster en journaliste[63]

### 14 januari
- Giovanni Gazzinelli (92), Braziliaans geneesheer en wetenschapper[64]
- Jack Kehoe (85), Amerikaans acteur[65]
- Naděžda Kniplová (87), Tsjechisch sopraan[66]
- Gudrun Lund (89), Deens componiste[67]

### 15 januari
- Pam Cornelissen (86), Nederlands politicus[68]
- Chris Darrow (75), Amerikaans zanger, songwriter en multi-instrumentalist[69]
- Theo Dassen (66), Nederlands hoogleraar[70]
- John van Dijk (78), Nederlands ondernemer en voetbalclubbestuurder[71]
- Rocky Johnson (75), Canadees worstelaar[72]
- Ferdinand Schmidt-Modrow (34), Duits acteur[73]

### 16 januari
- Efraín Sánchez (93), Colombiaans voetballer[74]
- Christopher Tolkien (95), Brits schrijver[75]
- Barry Tuckwell (88), Australisch dirigent en hoornist[76]

### 17 januari
- Pietro Anastasi (71), Italiaans voetballer[77]
- Derek Fowlds (82), Brits acteur[78]
- Claudio Roditi (73), Braziliaans jazz-trompettist en bugelist[79]
- Khagendra Thapa Magar (27), kleinste man die zelfstandig kan lopen ter wereld, Nepalees[80]

### 18 januari
- David Olney (71), Amerikaans singer-songwriter[81]

### 19 januari
- Jimmy Heath (93), Amerikaans jazzsaxofonist, -fluitist, componist en arrangeur[82]
- Pirana (72), Belgisch cartoonist[83]
- Shin Kyuk-ho (98), Zuid-Koreaans ondernemer[84]
- Chris de Wagt (34), Nederlands voetballer[85]

### 20 januari
- Ger Dekkers (90), Nederlands fotograaf[86]
- Joseph Hannesschläger (57), Duits acteur en muzikant[87]

### 21 januari
- Terry Jones (77), Brits komiek, schrijver en regisseur[88][89]
- Meritxell Negre (48), Spaans zangeres[90]
- Tengiz Sigoea (85), Georgisch politicus[91]

### 22 januari
- John Karlen (86), Amerikaans acteur[92]
- Jan Piket (94), Nederlands geograaf[93]

### 23 januari
- Hester Diamond (91), Amerikaans kunstverzamelaar[94]
- Robert Harper (68), Amerikaans acteur[95]
- Marsha Kramer (74), Amerikaans actrice[96]
- Franz Mazura (95), Oostenrijks operazanger en acteur[97]
- Gudrun Pausewang (91), Duits schrijfster[98]

### 24 januari
- Duje Bonačić (90), Joegoslavisch roeier[99]
- Margo Lion (75), Amerikaans theaterproducent[100]
- Horst Meyer (78), Duits roeier[101]
- Juan José Pizzuti (92), Argentijns voetballer en trainer[102]
- Rob Rensenbrink (72), Nederlands voetballer[103]
- Maurits Stael (108), oudste man van België[104]
- Pete Stark (88), Amerikaans politicus[105]
- Edwin Straver (48), Nederlands motorcoureur[106]
- Wes Wilson (82), Amerikaans grafisch designer[107]

### 25 januari
- Henk Hofstede (82), Nederlands vakbondsbestuurder en politicus[108]
- Elisabeth Georgette Moens-De Proost (111), oudste vrouw van België[109]
- Narciso Parigi (92), Italiaans zanger en acteur[110]
- Monique van Vooren (92), Amerikaans actrice en danseres[111]

### 26 januari
- Kobe Bryant (41), Amerikaans basketbalspeler[112]
- Michou (88), Frans cabaretdirecteur[113]
- Santu Mofokeng (63), Zuid-Afrikaans fotograaf[114]
- Louis Nirenberg (94), Canadees wiskundige[115]
- Bob Shane (85), Amerikaans zanger[116]

### 27 januari
- Jack Burns (86), Amerikaans acteur en scenarioschrijver[117]
- Michel de Give (106), Belgisch  jezuïet en theoloog[118]
- Lina Ben Mhenni (36), Tunesisch blogster en activiste[119]
- Toni Smith (59), Amerikaans zangeres[120]

### 28 januari
- Marj Dusay (83), Amerikaans actrice[121]
- Harriet Frank jr. (96), Amerikaans scenarioschrijfster[122]
- Léon Mokuna (90), Belgisch voetballer[123]
- Nicholas Parsons (96), Brits presentator[124]
- Dyanne Thorne (83), Amerikaans actrice[125]

### 29 januari
- Georges-Hilaire Dupont (100), Frans bisschop[126]
- Chris Feijt (85), Nederlands voetballer[127]
- Othmar Mága (90), Duits dirigent[128]
- Frank Press (95), Amerikaans geofysicus[129]

### 30 januari
- John Andretti (56), Amerikaans autocoureur[130]
- Miguel Arroyo (53), Mexicaans wielrenner[131]
- Lucien Barbarin (63), Amerikaans jazztrombonist[132]
- Roger Holeindre (90), Frans oorlogveteraan, politicus en schrijver[133]
- Fred Silverman (86), Amerikaans televisieproducent[134]

### 31 januari
- Rudolf Das (91), Nederlands ontwerper en illustrator[135]
- Mary Higgins Clark (92), Amerikaans schrijfster[136]
- Mirza Khazar (72), Azerbeidzjaans journalist en schrijver[137]

### Datum onbekend
- Marcel Maas (65), Nederlands stemacteur[138]

januari ·
februari ·
maart ·
april ·
mei ·
juni ·
juli ·
augustus ·
september ·
oktober ·
november ·
december
1900 ·
1901 ·
1902 ·
1903 ·
1904 ·
1905 ·
1906 ·
1907 ·
1908 ·
1909 ·
1910 ·
1911 ·
1912 ·
1913 ·
1914 ·
1915 ·
1916 ·
1917 ·
1918 ·
1919 ·
1920 ·
1921 ·
1922 ·
1923 ·
1924 ·
1925 ·
1926 ·
1927 ·
1928 ·
1929 ·
1930 ·
1931 ·
1932 ·
1933 ·
1934 ·
1935 ·
1936 ·
1937 ·
1938 ·
1939 ·
1940 ·
1941 ·
1942 ·
1943 ·
1944 ·
1945 ·
1946 ·
1947 ·
1948 ·
1949 ·
1950 ·
1951 ·
1952 ·
1953 ·
1954 ·
1955 ·
1956 ·
1957 ·
1958 ·
1959 ·
1960 ·
1961 ·
1962 ·
1963 ·
1964 ·
1965 ·
1966 ·
1967 ·
1968 ·
1969 ·
1970 ·
1971 ·
1972 ·
1973 ·
1974 ·
1975 ·
1976 ·
1977 ·
1978 ·
1979 ·
1980 ·
1981 ·
1982 ·
1983 ·
1984 ·
1985 ·
1986 ·
1987 ·
1988 ·
1989 ·
1990 ·
1991 ·
1992 ·
1993 ·
1994 ·
1995 ·
1996 ·
1997 ·
1998 ·
1999 ·
2000 ·
2001 ·
2002 ·
2003 ·
2004 ·
2005 ·
2006 ·
2007 ·
2008 ·
2009 ·
2010 ·
2011 ·
2012 ·
2013 ·
2014 ·
2015 ·
2016 ·
2017 ·
2018 ·
2019 ·
2020 ·
2021 ·
2022 ·
2023 ·
2024 ·
2025